# Héctor Ramírez Pérez
Héctor Ramírez Pérez es un militar venezolano, nombrado ministro de Defensa de facto durante el gobierno de Pedro Carmona, instalado por el golpe de Estado de 2002, que depuso al segundo gobierno de Hugo Chávez.
El 17 de abril de 2002 le fue dictado arresto domiciliario, siendo absuelto en agosto por el Tribunal Supremo de Justicia (TSJ). Fue considerado por el Fiscal General Isaías Rodríguez el «jefe real de la rebelión», reconociendo Ramírez haber utilizado los medios de comunicación para lograr el golpe cuando era vicealmirante y considerándose perseguido político.